# مارک استیون جانسون
مارک استیون جانسون (انگلیسی: Mark Steven Johnson؛ زادهٔ ۳۰ اکتبر ۱۹۶۴) یک فیلم‌نامه‌نویس، کارگردان، و تهیه‌کننده اهل ایالات متحده آمریکا است.

## فیلمشناسی
- پیرمردهای بد اخلاق (۱۹۹۳)، نویسنده
- پیرمردهای بد اخلاق‌تر (۱۹۹۵)، نویسنده
- قلدر بزرگ (۱۹۹۶)، نویسنده
- سیمون بریچ (۱۹۹۸)، نویسنده و کارگردان
- جک فراست (۱۹۹۸)، نویسنده
- بی‌باک (۲۰۰۳)، نویسنده و کارگردان
- روح‌سوار (۲۰۰۷)، نویسنده و کارگردان[۲]
- هنگامی که در رم (۲۰۱۰)، نویسنده، کارگردان و تهیه‌کننده فیلم
- فصل کشتن (۲۰۱۳)، کارگردان
- مبارزه کینه (۲۰۱۳)، تهیه‌کننده فیلم
- کریستوفر رابین (۲۰۱۸)، نویسنده
- پیدا کردن استیو مک‌کوئین (۲۰۱۹)، کارگردان
- عشق تضمینی (۲۰۲۰)، کارگردان
- عشق در ویلا (۲۰۲۲)، نویسنده، کارگردان و تهیه‌کننده فیلم